# Кубок Японської футбольної ліги
Кубок JSL або Кубок Японської футбольної ліги (JSLカップ選手権大会) — був першим кубком Ліги для клубів вищого та другого дивізіону японського футболу до створення Джей-ліги та її Кубка. Вперше Кубок JSL був розіграний в 1973 році, а став щорічним турніром з 1976 року.
У розіграші Кубка JSL брали участь клуби як з першого, так із другого дивізіону. Формат варіювався — іноді клуби грали невеликі групові етапи, в інших випадках це були матчі на вибування, в яких не брали участь клуби, які тільки були включені у другий дивізіон. Під час зміни часових рамок сезону 1985 року розіграш Кубка JSL тривав протягом року, це правило діяло до появи Джей-ліги.

## Переможці
| Рік  | Переможець                     | Рахунок | Фіналіст               | Місце проведення               |
| ---- | ------------------------------ | ------- | ---------------------- | ------------------------------ |
| 1973 | Това Реал Естейт (спільно)     | 1-1     | Янмар Дизель (спільно) | Адзіномото Філд, Токіо         |
| 1976 | Хітачі                         | 1-0     | Ейдайі                 | Олімпійський стадіон, Токіо    |
| 1977 | Фурукава Електрік              | 4-0     | Янмар Дизель           | Олімпійський стадіон, Токіо    |
| 1978 | Мітсубіші Моторс               | 2-1     | Фудзита                | Канко, Окаяма                  |
| 1979 | Йоміурі                        | 3-2     | Фурукава Електрик      | Нагаї, Осака                   |
| 1980 | Ніппон Кокан (футбольний клуб) | 3-1     | Хітачі                 | Нагаї, Осака                   |
| 1981 | Міцубісі Моторс (спільно)      | 4-4     | Тошиба (спільно)       | Уцуномія Соккер Філд, Уцуномія |
| 1982 | Фурукава Електрік              | 3-2     | Янмар Дизель           | Сідзуока Атлетік, Сідзуока     |
| 1983 | Янмар Дизель                   | 1-0     | Ніссан Моторс          | Кофу Мідорігаока, Кофу         |
| 1984 | Янмар Дизель                   | 3-0     | Тошиба                 | Комадзава Олімпік, Токіо       |
| 1985 | Йоміурі                        | 2-0     | Ніссан Моторс          | Тойохасі, Тойохасі             |
| 1986 | Фурукава Електрік              | 4-0     | Ніссан Моторс          | Мізухо Атлетік, Нагоя          |
| 1987 | Ніппон Кокан                   | 3-0     | Сумітомо               | Мізухо Атлетік, Нагоя          |
| 1988 | Ніссан Моторс                  | 3-0     | Тошиба                 | Йоккаїті, Йоккаїті             |
| 1989 | Ніссан Моторс                  | 1-0     | Ямаха Моторс           | Тойохасі, Тойохасі             |
| 1990 | Ніссан Моторс                  | 3-1     | Фурукава Електрік      | Мізухо Атлетік, Нагоя          |
| 1991 | Йоміурі                        | 4-3     | Хонда                  | Мізухо Атлетік, Нагоя          |

## Виступ команд
| Клуб              | Число перемог | Сезон                      | Число фіналів | Сезон            |
| ----------------- | ------------- | -------------------------- | ------------- | ---------------- |
| Ніссан Моторс     | 3             | 1988, 1989, 1990           | 3             | 1983, 1985, 1986 |
| Фурукава Електрік | 3             | 1977, 1982, 1986           | 2             | 1979, 1990       |
| Янмар Дизель      | 3             | 1973 (спільно), 1983, 1984 | 2             | 1977, 1982       |
| Йоміурі           | 3             | 1979, 1985, 1991           | 0             |                  |
| Мітсубіші Моторс  | 2             | 1978, 1981 (спільно)       | 0             |                  |
| Ніппон Кокан      | 2             | 1980, 1987                 | 0             |                  |
| Фудзіта           | 1             | 1973 (спільно)             | 1             | 1978             |
| Хітачі            | 1             | 1976                       | 1             | 1980             |
| Тошиба            | 1             | 1981 (спільно)             | 1             | 1988             |
| Eidai SC          | 0             |                            | 1             | 1976             |
| Сумітомо          | 0             |                            | 1             | 1987             |
| Ямаха Моторс      | 0             |                            | 1             | 1989             |
| Хонда             | 0             |                            | 1             | 1991             |